# چاه شماره ۱ گلشن
چاه شماره ۱ گلشن یک منطقهٔ مسکونی در ایران است که در دهستان مازول واقع شده‌است.